# Llista d'alcaldes de Castelló de la Plana

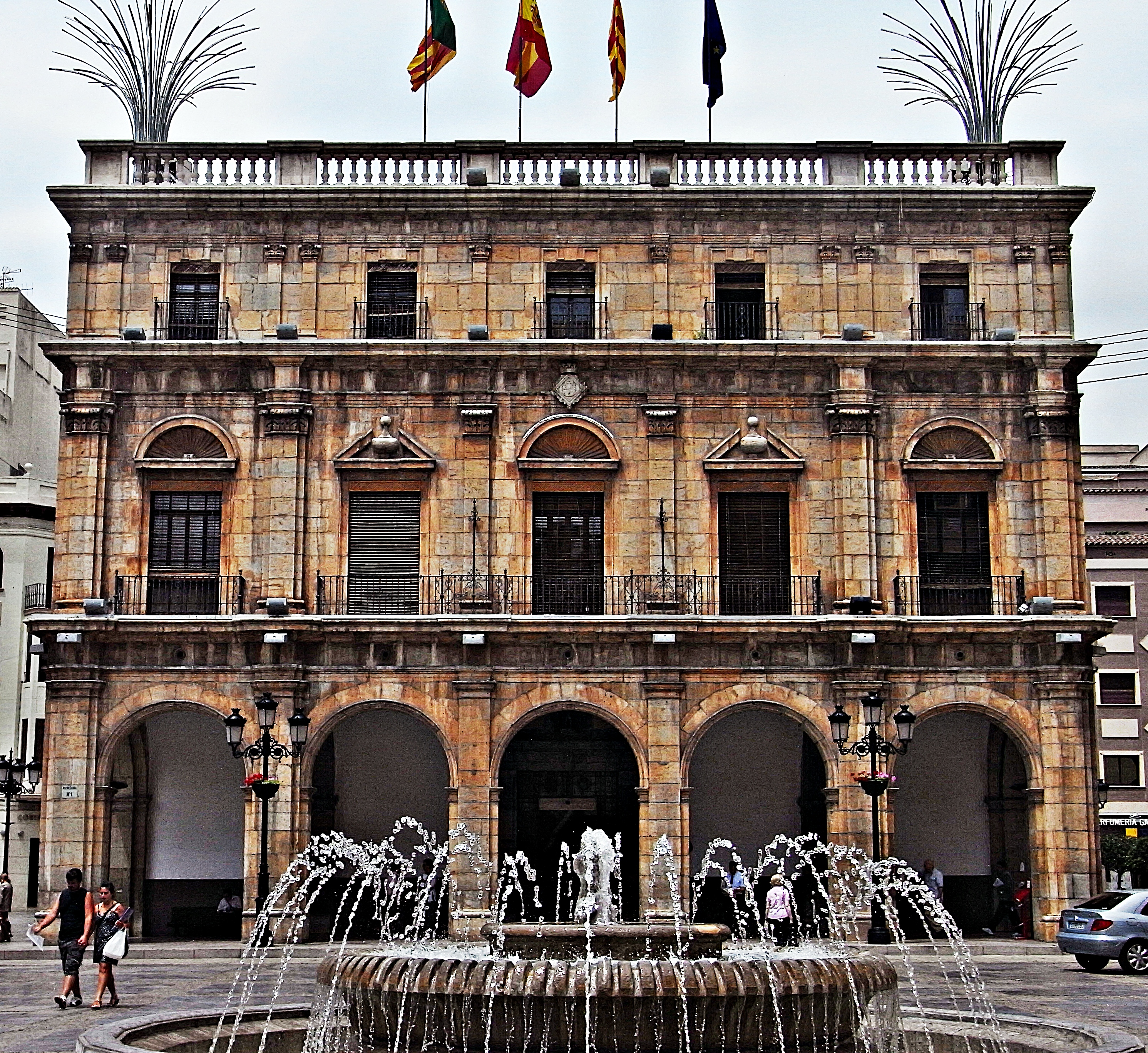
Façana del palau municipal de Castelló de la Plana

L'alcalde de Castelló de la Plana és la màxima autoritat del municipi de Castelló de la Plana, a la comarca de la Plana Alta, al País Valencià. L'Alcalde és el president del consistori de la ciutat i cap del ple govern, ambos organs part de l'Ajuntament de Castelló de la Plana. La figura de l'alcalde és elegida pels membres del consistori municipal per un mandat de quatre anys renovable sense límits. L'actual alcaldessa, des de l'any 2015, de Castelló de la Plana és n'Amparo Marco Gual, membre del Partit Socialista del País Valencià-Partit Socialista Obrer Espanyol (PSPV-PSOE).
Tot seguit, es presenta el llistat d'alcaldes de Castelló de la Plana des del segle xix, quan es creà l'actual càrrec, amb la seua filiació política i el termini del seus mandats:

## Llista
| President                          | Inici del mandat | Fi del mandat | Partit | Partit   |
| Antonio de Vera Pascual            | 1835             | 1838          |        | PP       |
| Gonzalo Vilar                      | 1838             | 1839          |        | n/a      |
| Antonio Ferrer Pascual             | 1839             | 1840          |        | n/a      |
| José Ballester Vilaroig            | 1840             | 1840          |        | PP       |
| Vicente Bellver Marco              | 1841             | 1841          |        | n/a      |
| Francisco Juan Ribas               | 1841             | 1841          |        | n/a      |
| Rafael Laguna                      | 1841             | 1841          |        | n/a      |
| Gonzalo Vilar                      | 1842             | 1843          |        | n/a      |
| Francisco Juan Ribas               | 1843             | 1844          |        | n/a      |
| José Ballester Vilaroig            | 1844             | 1845          |        | PP       |
| José Galván                        | 1846             | 1848          |        | n/a      |
| Antonio Sánchez Bosque             | 1848             | 1851          |        | n/a      |
| Francisco Juan Ribas               | 1852             | 1853          |        | n/a      |
| Tomás Clarà Orta                   | 1853             | 1854          |        | n/a      |
| Francisco Juan Ribas               | 1854             | 1855          |        | n/a      |
| José Bigné Mateu                   | 1855             | 1856          |        | n/a      |
| Francisco Ruiz Vila                | 1856             | 1857          |        | n/a      |
| Antonio de Vera Pascual            | 1857             | 1858          |        | PP       |
| Francisco Ruiz Vila                | 1859             | 1861          |        | n/a      |
| Jaime Bellver Llopis               | 1861             | 1862          |        | n/a      |
| Vicente Bueso Herrando             | 1863             | 1864          |        | PM       |
| Esteban Bellido Balaguer           | 1865             | 1865          |        | n/a      |
| Carlos Ferrer Segarra              | 1865             | 1866          |        | n/a      |
| Vicente Gascó Pastor               | 1867             | 1867          |        | n/a      |
| Carlos Ferrer Segarra              | 1868             | 1868          |        | n/a      |
| Francisco González Chermá          | 1869             | 1869          |        | PRDF     |
| Jaime Bellver Llopis               | 1869             | 1870          |        | n/a      |
| Francisco González Chermá          | 1870             | 1872          |        | PRDF     |
| Joaquín Huguet Gimeno              | 1872             | 1873          |        | n/a      |
| Vicente Ruiz Vila                  | 1873             | 1874          |        | UL       |
| José Viciano Herrando              | 1874             | 1875          |        | UL       |
| Vicente Dordal Camañes             | 1875             | 1875          |        | PM       |
| Jaime Bellver Llopis               | 1875             | 1876          |        | n/a      |
| Domingo Herrero Sebastián          | 1876             | 1877          |        | PC       |
| Catalino Alegre Renau              | 1877             | 1879          |        | PC       |
| Carlos Ferrer Segarra              | 1879             | 1881          |        | PC       |
| Joaquín Peris Martí                | 1881             | 1884          |        | PL       |
| José Tárrega Torres                | 1884             | 1886          |        | PC       |
| Eliseo Soler Breva                 | 1886             | 1887          |        | PL       |
| Joaquín Peris Martí                | 1887             | 1888          |        | PL       |
| Antonio Forns Sánchez              | 1888             | 1889          |        | PL       |
| Vicente Meliá Dolz                 | 1890             | 1891          |        | PL       |
| Mariano Madramany Ferrer           | 1891             | 1892          |        | PC       |
| Cayo Gironés Álvarez               | 1892             | 1893          |        | PC       |
| Antonio Sánchez Bigné              | 1893             | 1894          |        | PL       |
| Eliseo Soler Breva                 | 1894             | 1895          |        | PL       |
| Andrés Puig Gasulla                | 1895             | 1897          |        | PL       |
| Joaquín Peris Martí                | 1897             | 1897          |        | PL       |
| Salvador Masip Navarro             | 1897             | 1899          |        | PL       |
| Joaquín Peris Martí                | 1899             | 1901          |        | PL       |
| Julián Ruiz Vicent                 | 1901             | 1903          |        | PL       |
| Rafael Gasset Lacasaña             | 1903             | 1903          |        | PC       |
| Joaquín Peris Martí                | 1904             | 1905          |        | PL       |
| Antonio Sánchez Bigné              | 1905             | 1906          |        | PL       |
| Julián Ruiz Vicent                 | 1906             | 1907          |        | PL       |
| Salvador Guinot Vilar              | 1907             | 1907          |        | PC       |
| Carlos González Espresati Chaparro | 1907             | 1909          |        | PC       |
| José Armengot Rubio                | 1909             | 1909          |        | PC       |
| Odilón Gironés Álvarez             | 1909             | 1911          |        | PL       |
| Juan Peris Masip                   | 1912             | 1913          |        | n/a      |
| Federico Bosch Tárrega             | 1913             | 1913          |        | PC       |
| Rafael Gasset Lacasaña             | 1914             | 1915          |        | PC       |
| Juan Peris Masip                   | 1916             | 1917          |        | n/a      |
| Fernando Gasset Lacasaña           | 1917             | 1917          |        | PRR      |
| José Forcada Peris                 | 1918             | 1920          |        | PRR      |
| José Morelló del Pozo              | 1920             | 1922          |        | PURA     |
| Juan Bautista Carbó Doménech       | 1922             | 1923          |        | PURA     |
| Francisco Ruiz Cazador             | 1923             | 1925          |        | UP       |
| Salvador Guinot Vilar              | 1925             | 1927          |        | UP       |
| Norberto Ferrer Calduch            | 1927             | 1927          |        | UP       |
| Manuel Lillo Roca                  | 1927             | 1929          |        | UP       |
| José Pascual Viciano               | 1929             | 1930          |        | UP       |
| Manuel Breva Perales               | 1930             | 1931          |        | UMN      |
| Francisco Breva Perales            | 1931             | 1931          |        | PC       |
| Manuel Peláez Edo                  | 1931             | 1933          |        | PRR      |
| Vicente Tirado Gimeno              | 1933             | 1936          |        | PRR      |
| Miguel Santos Moliner              | 1936             | 1936          |        | PSOE     |
| Manuel Aragonés Cucala             | 1936             | 1936          |        | UR       |
| José Castelló-Tárrega Arroyo       | 1936             | 1937          |        | PSOE     |
| Amadeo Ribó Simont                 | 1937             | 1938          |        | PSOE     |
| José Gimeno Almela                 | 1938             | 1939          |        | FET-JONS |
| Vicente Traver Tomás               | 1939             | 1942          |        | FET-JONS |
| José María Casado Pallarés         | 1942             | 1944          |        | FET-JONS |
| Benjamín Fabregat Martí            | 1944             | 1948          |        | FET-JONS |
| Carlos Fabra Andrés                | 1948             | 1955          |        | FET-JONS |
| José Ferrer Forns                  | 1955             | 1960          |        | FET-JONS |
| Eduardo Codina Armengot            | 1960             | 1967          |        | FET-JONS |
| Francisco Luis Grangel Mascarós    | 1967             | 1975          |        | FET-JONS |
| Vicente Pla Broch                  | 1975             | 1979          |        | FET-JONS |
| Antonio Tirado Jiménez             | 1979             | 1987          |        | PSOE     |
| Daniel Gozalbo Bellés              | 1987             | 1991          |        | PSOE     |
| José Luis Gimeno Ferrer            | 1991             | 2005          |        | PP       |
| Alberto Fabra Part                 | 2005             | 2011          |        | PP       |
| Alfonso Bataller Vicent            | 2011             | 2015          |        | PP       |
| Amparo Marco Gual                  | 2015             | 2023          |        | PSOE     |
| Begoña Carrasco                    | 2023             |               |        | PP       |